# 太平洋棘鯛
太平洋棘鯛為輻鰭魚綱鱸形目鱸亞目鯛科的其中一種，分布於西太平洋區，從日本至澳洲海域，體長可達32公分，棲息在河口及海灣，偶爾會進入河川，可做為食用魚、養殖魚、觀賞魚。